# Orthocladius franzi
Orthocladius franzi är en tvåvingeart som först beskrevs av Maurice Emile Marie Goetghebuer 1949.  Orthocladius franzi ingår i släktet Orthocladius och familjen fjädermyggor.
Artens utbredningsområde är Österrike. Inga underarter finns listade i Catalogue of Life.